# Pirmin Meier

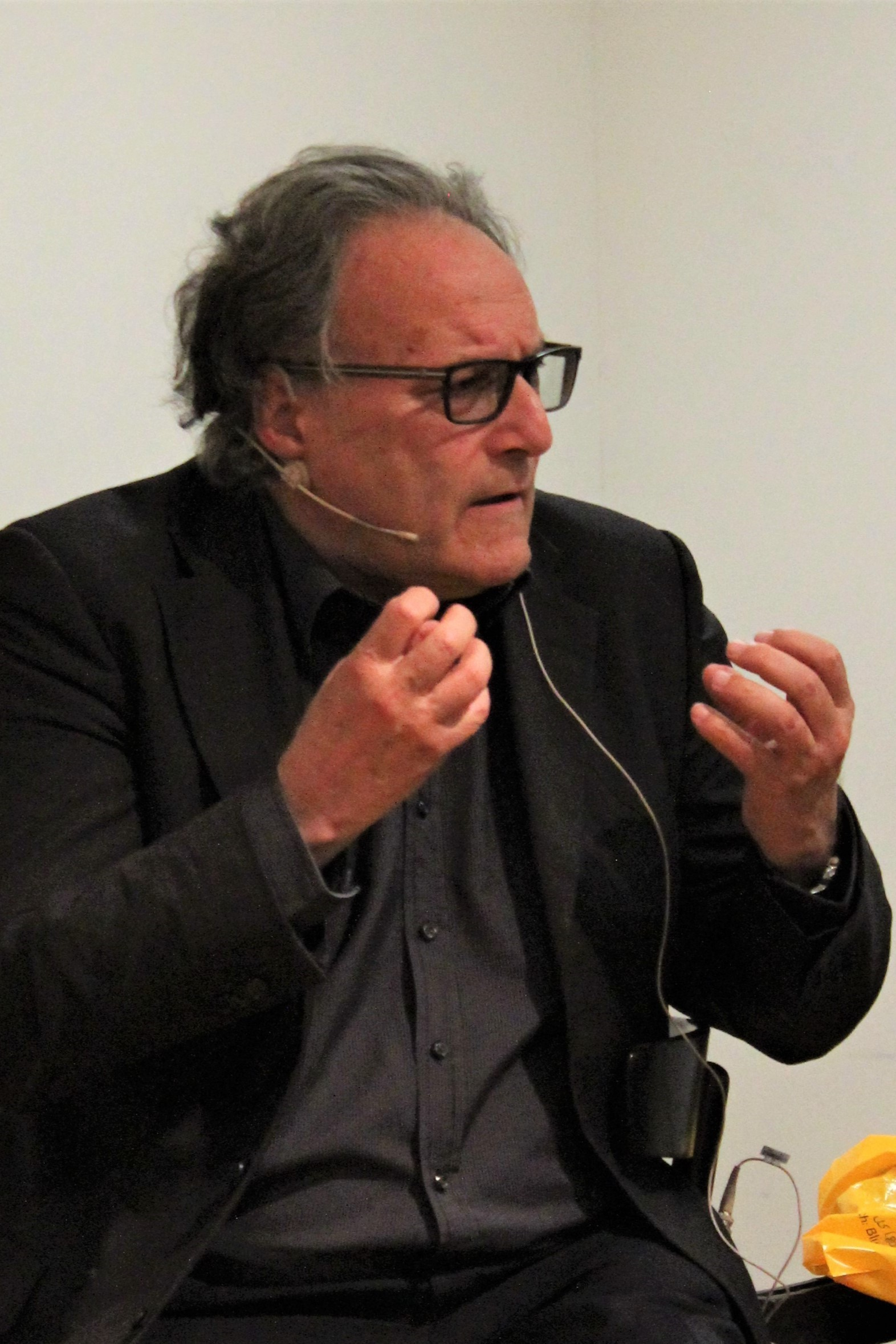
Pirmin Meier (2017)

Pirmin Adrian Meier (* 21. Februar 1947 in Würenlingen, Kanton Aargau) ist ein Schweizer Autor, Erwachsenenbildner und früherer Gymnasiallehrer.

## Leben
Pirmin Meier wuchs als Sohn einer Metzgerfamilie in Würenlingen auf. Er studierte Germanistik, Philosophie und Geschichte an der Universität Zürich und promovierte bei Peter von Matt mit einer Arbeit über Reinhold Schneider als historiographischer Schriftsteller. Ostern 1968 verbrachte er in Berlin, wo er die politischen Unruhen und studentischen Debatten miterlebte. Seither betrachtete er sich als «entschiedenen Anti-68er». Später betätigte er sich als Redaktor beim katholischen Aargauer Volksblatt, als Mitherausgeber der Werke Reinhold Schneiders im Verlag Suhrkamp/Insel sowie als Bezirkslehrer im Kanton Aargau.
Von 1979 bis 2012 unterrichtete er an der Kantonsschule Beromünster die Fächer Deutsch, Philosophie, Religionskunde und Ethik. Er betätigt sich als historiographischer Schriftsteller, Publizist, Erwachsenenbildner und Fernsehmitarbeiter vor allem in den Bereichen Literaturkritik, historische Landeskunde und Spiritualität. Als Herausgeber und früherer Lektor betreute er seit 1991 die Werke des Schweizer Arbeiterschriftstellers Karl Kloter.
1984 erschien von Pirmin Meier ein Gedichtband in freier Versform. Seit 2004 schrieb er Libretti zu musikalischen Festspielen und Oratorien, so die mit volksreligiösen Motiven durchsetzte Hagiographie Vitus (über den hl. Veit), vertont von Enrico Lavarini, und zuletzt die Heiligkreuzvesper für Carl Rütti, die im Mai 2013 in der Wallfahrtskirche Heiligkreuz (Entlebuch) uraufgeführt wurde. 2011 erschien von Meier im Schweizerischen Jugendschriftenwerk Sankt Gotthard und der Schmied von Göschenen, eine vollständige Neubearbeitung des Jugendromans Der Schmied von Göschenen von Robert Schedler.
Meiers erfolgreichstes Werk Paracelsus, Arzt und Prophet wurde in verschiedene Sprachen (u. a. Russisch) übersetzt und ist 2013 in 6. Auflage mit Widmung «in memoriam Bundesrat Otto Stich» erschienen. Der mit Meier befreundete Schweizer Filmemacher Erich Langjahr drehte in Zusammenarbeit mit ihm den Film Paracelsus – Ein Landschaftsessay, der am Zurich Film Festival 2021 uraufgeführt wurde und 2022 in die Kinos kam. Pirmin Meier tritt im Film als Historiker und Erzähler auf.
Pirmin Meier lebt in Beromünster.

## Rezeption
Für den Schriftsteller Hansjörg Schneider ist der mit ihm befreundete Meier «der eigenständigste, eigenwilligste Schweizer Geschichtsschreiber seiner Generation», für den Publizisten Eduard Stäuble «ein historiographischer Schriftsteller hohen Ranges». Meiers umfangreichstes Werk Ich Bruder Klaus von Flüe fand Anerkennung beim Mystikkenner Alois M. Haas, der es als bisher «beste Interpretation» des Schweizer Nationalheiligen bezeichnete. Kritisch äusserte sich 2008 Hugo Loetscher über Meiers wenig globalisierungsfreundlichen Konservativismus und ein stark christlich geprägtes Europabild bei gleichzeitigem Lob für eine unkonventionelle Geschichtsbetrachtung, durch welche «die Innerschweiz auf die literarische Landkarte der Schweiz» gekommen sei. Meiers Aufruf zur «Emanzipation des Mannes» bei einem Antifeminismus-Treffen in Winterthur im Sommer 2011 hatte für ihn auch berufliche Konsequenzen, als die Schule Weiterbildung Schweiz (SWCH) in Hölstein ihre Zusammenarbeit mit Meier beendete.

## Auszeichnungen
- 1993 Bodensee-Literaturpreis der Stadt Überlingen für Paracelsus
- 2000 Jahrespreis der Stiftung für Abendländische Besinnung, Zürich
- 2002 Aargauer Literaturpreis für das Gesamtwerk
- 2008 Innerschweizer Kulturpreis (vergeben als Literaturpreis)[10]
- 2016 «Stiller Macher» des Vereins Stille Macher (für das Einbringen der Würde des Tieres in das Verfassungs- und Gesetzgebungsverfahren der Schweiz)[11]

## Schriften

### Selbständige Publikationen
- Reinhold Schneider: Kurzer Führer durch Leben und Werk. Baden-Verlag, Baden 1972
- Form und Dissonanz. Reinhold Schneider als historiographischer Schriftsteller. Lang, Bern 1978
- Gsottniger Werwolf. Literatengedichte. SAZ, Zürich 1984
- Joseph Victor von Scheffel und das Seetal. Zum 100. Todestag des Dichters. In memoriam Dr. Samuel Siegrist. Seengen 1986
- Fundamentalismus, eine neue Bedrohung? IPZ, Zürich 1989
- Memorial Muri. Stiftung St. Martin, Muri 1991
- Paracelsus. Arzt und Prophet. Annäherungen an Theophrastus von Hohenheim. Ammann, Zürich 1993; 6. Auflage, Unionsverlag, Zürich 2013
- Schweiz. Geheimnisvolle Landschaft im Schatten der Alpen. Goldmann (Magisch Reisen), München 1993
- Ich Bruder Klaus von Flüe. Eine Geschichte aus der inneren Schweiz. Ein biographischer Diskurs. Ammann, Zürich 1997; 2. Auflage Zürich 2000
- Die Einsamkeit des Staatsgefangenen Micheli du Crest. Eine Geschichte von Freiheit, Physik und Demokratie. Pendo, Zürich 1999
- Eduard Spörri. Ein Alter Meister aus dem Aargau. AT, Aarau 2001
- Mord, Philosophie und die Liebe der Männer. Franz Desgouttes und Heinrich Hössli. Eine Parallelbiographie. Pendo, Zürich 2001
- Der Fall Federer. Priester und Schriftsteller in der Stunde der Versuchung. Eine erzählerische Recherche. Ammann, Zürich 2002
- Landschaft der Pilger. Geheimnisvolle Orte im Herzen der Schweiz. Comenius, Luzern 2005
- Politik, Prinzipien und das Gericht der Geschichte. Eine mit angemessener Schärfe formulierte zeitkritische Analyse. Schweizerzeit, Flaach 2007
- Lerne das Leben und lebe das Lernen. Ausblick auf Erwin Jaeckle (1909–1997) zum 100. Geburtstag. Stiftung für Abendländische Ethik und Kultur, Zürich 2009, ISBN 978-3-033-02135-8
- Sankt Gotthard und der Schmied von Göschenen. SJW, Zürich 2011, 144 Seiten, davon 16 Seiten Farbabbildungen, ISBN 978-3-7269-0597-2 (als E-Book 2014)
- Xaver Herzog, 1810–1883, Pfarrer, Kirchenbauherr, Volksschriftsteller. Kirchgemeinde Ballwil 2012
- Schola beronensis. Wege und Irrwege luzernischer Bildungsgeschichte in tausend Jahren – 150 Jahre Kantonale Mittelschule Beromünster, Beromünster 2016, ISBN 978-3-9523534-7-9
- mit Josef Lang: Kulturkampf. Die Schweiz des 19. Jahrhunderts im Spiegel von heute. Verlag Hier und Jetzt, Baden 2016, ISBN 978-3-03919-398-1

### Aufsätze (Auswahl)
- Licht und Schatten über den Wassern. In: Pius Stadelmann (Hrsg.): Vierwaldstättersee. Lebensraum für Pflanzen, Tiere und Menschen. Brunner, Kriens 2007, ISBN 978-3-03727-010-3, S. 296–309
- Angstfreier Blick über Wasser und Steine. Ein Fischzug ins Reich der Namen, Mütter, Heiler und Tellen. In: Tobias Hürlimann (Hrsg.): Heimliches und Unheimliches vom Zugersee. Walchwil 2009, ISBN 978-3-033-02210-2, S. 47–79
- Löschwisch – Hauswurz – Mordbrenner. Humanität, Solidarität und Schadendeckung, solange es reicht. In: Gebäudeversicherung Luzern: Vom Brandherd zur Brandversicherung, Jubiläumsmagazin, Luzern 2010 (PDF; 936,96 kB, Jubiläumsmagazin)
- Leopold Ziegler – Orientierungsgröße für geistige Alternative. Rückblick auf einen eigenwilligen Gelehrten mit persönlichen Reminiszenzen an seine bodanische Wahlheimat. In: Manfred Bosch, Paulus Wall (Hrsg.): Vom alten Wahren. Lebenswelt und Transäon. Neue Beiträge zu Leben und Werk Leopold Zieglers (1881–1958). Königshausen & Neumann, Würzburg 2015, ISBN 978-3-8260-5526-3, S. 199–214

## Medienbeiträge
- Von Geistern und verirrten Seelen: Der Volkskundler Pirmin Meier zu Gast bei Judith Hardegger. In: SRF zwei, Sternstunde Religion. 29. Juli 2012, abgerufen am 2. Juni 2013
- Die Jakobspilger im Mittelalter. In: Radio SRF 2 Kultur. 10. April 2011, abgerufen am 2. Juni 2013
- Martin Beglinger: Pirmin Meier – Chronist des Unzüchtigen (Memento vom 20. Mai 2014 im Internet Archive). In: Weltwoche. 29. August 2002